# Daveluy
Daveluy was de naam van Belgische drukkers, lithografen en fotografen, werkzaam in Brugge van 1835 tot 1900.

## Geschiedenis
In de negentiende eeuw was de boek- en krantendrukkerij, lithografie en fotografiestudio Daveluy, een van de belangrijkste in zijn soort in Brugge.
Nicolas Alexis Antoine Daveluy (Amiens, 22 april 1770 - Brugge, 3 februari 1838), getrouwd met Catherine Saelens, verkocht litho's in Gent. In 1835 verhuisde hij naar Brugge, waar hij verder litho's verkocht. Hij vestigde zich eerst in de Ezelstraat, in 1836 verhuisde hij naar het Jan van Eyckplein en in 1837 naar de Engelsestraat. Na zijn overlijden verhuisde de weduwe in 1838 met het gezin naar de Hoogstraat, terwijl voor de drukkerij een atelier werd gehuurd aan de Groenerei, waar het gezin vanaf 1847 ook ging wonen.
Edouard Daveluy (Gent, 31 mei 1812 - Oostende, 30 september 1894) richtte, met de hulp van zijn vader, in 1835 de eerste steendrukkerij in Brugge op. Vooraf had hij in Gent rond 1827-1830 legerdienst verricht en van een officier de beginselen van de graveerkunst geleerd. Hij nam deel aan de legeractiviteiten tijdens de revolutie van 1830 en verliet nadien het leger met de graad van sergeant-majoor. Hij werkte vervolgens als leerjongen in een paar Gentse steendrukkerijen.
Daveluy trouwde in 1841 met Annette d'Elhougne (†1872), afkomstig uit Bergen op Zoom. Ze kregen acht kinderen. Omdat de naam van de echtgenote een gunstige adellijke klank had, tekende Daveluy meestal als Daveluy d'Elhougne.
Naast het gewone drukwerk, onder meer van boeken en stadsgidsen, van een krant, van gelegenheidsdrukwerk, kreeg Edouard Daveluy reputatie door het maken van porseleinkaarten, waarvoor hij cliënteel in heel het land en zelfs in het buitenland aantrok. Ook het drukken van schilderachtige stadsgezichten maakte de zaak populair. Daveluy mocht vanaf 1842 aan zijn firmanaam het predicaat 'koninklijk' toevoegen. Van 1852 tot 1864 was hij 'stadsdrukker' en verzorgde al het officiële drukwerk van de stad Brugge. De zaak breidde nog verder uit door twee bijhuizen op te richten in Oostende en in Blankenberge. Tevens kwamen er twee specialiteiten bij: het maken van speelkaarten en de fotografie.
Vanaf 1847 ontwierp en drukte Daveluy speelkaarten, die hij wettelijk deponeerde en die uitblonken door hun kwaliteit. Naast gewone speelkaarten maakte hij ook kaarten voor waarzeggers, tarotkaarten, kaarten voor gezelschapsspelletjes en kaarten in luxe-uitvoering. Tegen 1881 adverteerde hij dat hij 47 verschillende soorten produceerde, bestemd voor alle landen.
Rond 1845 begon Daveluy te fotograferen met een daguerrotype, vanaf 1860 op glasplaten. Al wie het zich in Brugge en omstreken kon veroorloven, kwam zich in zijn studio aan de Groenerei portretteren. 
De firma aan de Groenerei behoorde in 1900 aan zijn dochter Marie en haar echtgenoot André Backeroodt, die het in 1909 overlieten aan de nv Société Brugeoise d'imprimerie et de publicité.
Victor Daveluy (Brugge, 17 april 1845 - 26 juli 1886) volgde zijn vader op, vooral wat betreft de fotografie, onder de naam Etablissements Photographiques Daveluy et Fils. In 1866 schonk hij aan koning Leopold II een luxe-exemplaar van het album Bruges et ses monuments. In 1881 verhuisde hij naar het Sint-Jansplein. Hij werd opgevolgd voor wat betreft de fotografie door zijn broers Edouard Daveluy jr. (1859- ?) en Rodolphe Daveluy (1856-1909), die in 1896 de Photographie Daveluy Frères verkochten aan Jules Franck. De drukkerij, onder meer van speelkaarten, werd verder gezet door de weduwe van Victor, Henriette Hareux, die de zaak in 1895 verkocht aan de drukker Geûens-Seaux, waarna ze in het klooster trad, net zoals haar dochter.
Jules Daveluy (1848-1894) nam in 1872 het door zijn vader gestichte bijhuis in Oostende op eigen naam over.
Aan de aanwezigheid van de Daveluys in Brugge kwam tamelijk abrupt een einde. In 1886 overleed Victor, in 1894 stierven Edouard senior, zijn zoon Jules en zijn kleinzoon Amédée.